# Забастовка SAG-AFTRA по видеоиграм (2024—2025)
26 июля 2024 года американская гильдия актёров SAG-AFTRA начала забастовку против всех компаний-производителей компьютерных видеоигр, подписавших соглашение об интерактивных медиа. Сама забастовка была одобрена ещё в сентябре 2023 года. Переговоры с компаниями шли полтора года; основным пунктом являлось заключение соглашения о недопустимости использования искусственного интеллекта при создании видеоигр всеми производителями, попадающими под действие соглашения об интерактивных медиа, однако переговоры зашли в тупик. Опасения также вызывала возможность воспроизведения искусственным интеллектом голоса того или иного актёра, или создания цифровой копии образа актёра без его согласия и денежной компенсации.

## Предыстория
1 сентября 2023 года Национальный совет SAG-AFTRA направил своим участникам голосование об одобрении проведения забастовки по видеоиграм. 25 сентября появились результаты голосования, согласно которым, 98,32 % участников проголосовали за проведение забастовки. Несколько месяцев между SAG-AFTRA и крупнейшими компаниями по производству видеоигр, такими как Activision, Blindlight, Electronic Arts (EA), Epic Games, Insomniac Games, Take-Two Interactive, Disney Character Voices International и WB Games, велись переговоры, однако в итоге они оказались безуспешными. 25 июля 2024 года президент SAG-AFTRA Фрэн Дрешер и главный представитель гильдии на переговорах Дункан Крэбтри-Ирланд заявили, что SAG-AFTRA объявит забастовку против крупных издателей видеоигр за отказы от переговоров. Крэбтри-Ирланд подтвердил, что забастовка начнётся 26 июля 2024 года, а Дрешер заявила: «Мы не собираемся соглашаться на контракт, который позволяет компаниям злоупотреблять ИИ в ущерб нашим участникам. Хватит. Когда эти компании всерьёз задумаются о том, чтобы предложить соглашение, с которым наши участники смогут жить и работать, мы будем готовы к переговорам». Примерно 2600 человек, занятых в озвучивании, захвате движений и других видах работ в индустрии видеоигр, объявили забастовку и начали пикетирование.